# Abdulwahab Abdullah Al-Sager

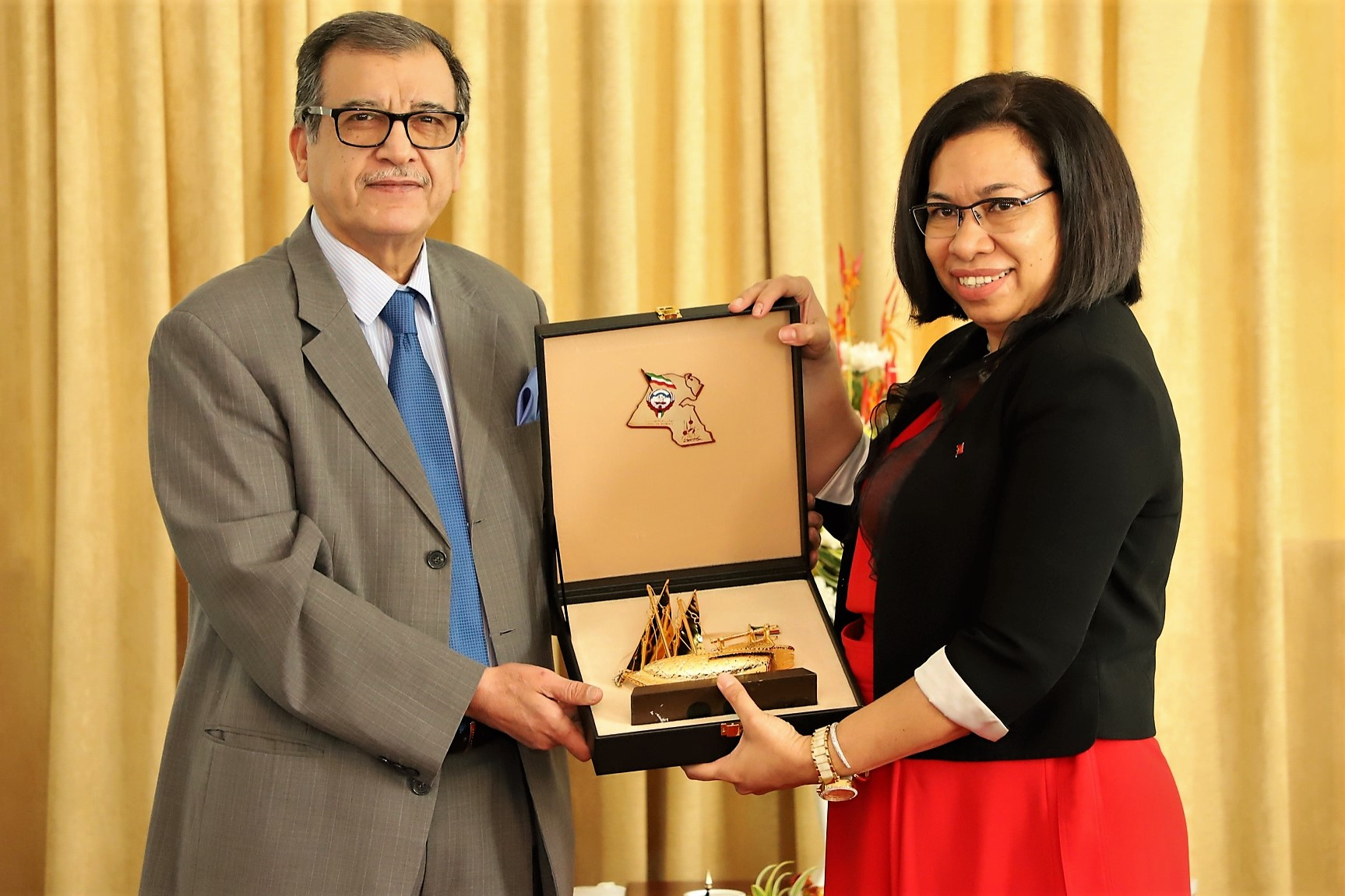
Abdulwahab Abdullah Al-Sager und Osttimors Außenministerin Adaljíza Magno (2022)

Abdulwahab Abdullah Al-Sager (arabisch عبد الوهاب عبد الله الصقر, DMG ʿAbd al-Wahhāb ʿAbd Allāh aṣ-Ṣaqr) ist ein kuwaitischer Diplomat.
Am 26. Oktober 2010 wurde Al-Sager zum kuwaitischen Generalkonsul in Guangzhou (Volksrepublik China) ernannt. Das Amt hatte er bis 2015 inne.
Zu Jahresanfang 2016 traf Al-Sager in Jakarta als neuer kuwaitischer Botschafter in Indonesien ein. Am 16. Februar 2017 übergab Al-Sager seine Zweitakkreditierung für Osttimor an Staatspräsident Taur Matan Ruak. Am 17. März 2017 folgte zusätzlich die Akkreditierung als Kuwaits Vertreter bei den ASEAN. 2022 endete der Dienst in Jakarta.